# Pelagia di Tarso
Pelagia (in greco antico: Πελαγία; Tarso, III secolo – Roma, IV secolo) è stata una martire cristiana venerata come santa dalla Chiesa cattolica e dalla Chiesa ortodossa. Viene ricordata come Pelagia di Tarso o Pelagia la Martire (Πελαγία ἡ Μάρτυς) per distinguerla dall'omonima (o dalle omonime) Pelagia di Antiochia. La storicità del personaggio è dubbia e Pelagia di Tarso potrebbe essere una figura leggendaria ricalcata sul modello di Pelagia di Antiochia.

## Leggenda
Seconda una tradizione, Pelagia era una bellissima fanciulla dell'Asia Minore di cui si innamorò il figlio di Diocleziano. Dopo aver scoperto che la fanciulla era cristiana, il principe si sarebbe suicidato per l'orrore e la vergogna. Allora la madre di Pelagia, che era stata favorevole alle nozze, denunciò la figlia e la giovane fu condotta a Roma. Qui anche Diocleziano si invaghì di lei e la volle in moglie, ma la fanciulla rifiutò, affermando di essere già sposata con Dio. Allora Pelagia fu fatta bruciare viva e mentre ardeva sul rogo un profumo di mirra si sprigionò dal suo corpo e si diffuse in tutta Roma. Secondo un'altra leggenda Pelagia fu martirizzata in un toro di Falaride. Dopo averne arrostito il corpo, i romani avrebbero mandato delle belve a divorarlo, ma le fiere invece protessero il corpo dagli uccelli finché un vescovo non riuscì a portare via i resti e dare loro una sepoltura cristiana.

## Storicità
La storicità di Pelagia di Tarso è dubbia e tra le principali ragioni che spingono a dubitare della veridicità del racconto vi è il fatto che Diocleziano ebbe una figlia, Valeria, ma nessun figlio. Tuttavia, è vero che Diocleziano scatenò l'ultima grande persecuzione contro i cristiani, molti dei quali furono bruciati vivi, come Pelagia. Con ogni probabilità, Pelagia di Tarso sarebbe Pelagia di Antiochia (una città non lontana da Tarso), mentre altri studiosi hanno fatto notare una forte somiglianza con la storia di Santa Margherita, anch'ella proveniente da Antiochia.

## Culto
Il Martirologio Romano ricorda la festività di Santa Pelagia di Tarso il 4 maggio, mentre la Chiesa ortodossa la ricorda l'8 ottobre.